# Saint-Léger (Lot i Garonna)
Saint-Léger – miejscowość i gmina we Francji, w regionie Nowa Akwitania, w departamencie Lot i Garonna.
Według danych na rok 1990 gminę zamieszkiwało 159 osób, a gęstość zaludnienia wynosiła 27 osób/km² (wśród 2290 gmin Akwitanii Saint-Léger plasuje się na 1017. miejscu pod względem liczby ludności, natomiast pod względem powierzchni na miejscu 1365.).